# اکبر نیکزاد
اکبر نیکزاد ثمرین (زاده ۱۳۴۸ ثمرین) سیاستمدار و مدیر اجرایی ایرانی است‌. وی رئیس بنیاد مسکن انقلاب اسلامی، استاندار استان اردبیل و کهگیلویه و بویراحمد بوده‌است. او برادر کوچک علی نیکزاد وزیر راه و شهرسازی دولت احمدی‌نژاد است. نیکزاد یکی از فعالان انتخابات دوره‌های نهم و دهم ریاست‌جمهوری و رئیس بازسازی ستاد تهران در زلزله بم، رئیس بنیاد مسکن اراک، شهردار اردبیل و معاون استاندار قزوین نیز بوده‌‌است.

وی در انتخابات دوره دهم مجلس از اردبیل نامزد شد ولی نتوانست در انتخابات موفق شود.
درتاریخ ۲۷ مرداد ۱۳۹۵ برحسب اعلام شورای شهر اردبیل اکبر نیکزاد با ۱۰ رأی موافق و سه رأی مخالف به عنوان شهردار جدید اردبیل انتخاب گردید.
وی در تاریخ ۱۶ شهریور ۱۴۰۰ به سمت ریاست بنیاد مسکن انقلاب اسلامی منصوب گردید.

## انتخابات ریاست‌جمهوری ۱۴۰۳
وی در روز دوشنبه ۱۴ خرداد ۱۴۰۳ با حضور در وزارت کشور برای انتخابات ریاست‌جمهوری دوره چهاردهم ثبت‌‌نام کرد.